# Shiga-like-Toxin 1
Shiga-like-Toxin 1 (SLT-1) ist ein Protein aus dem Bakteriophagen ϕH19B und ein mikrobielles Exotoxin.

## Eigenschaften
SLT-1 ist eng mit dem Shiga-like-Toxin 2 verwandt. Die Untereinheit A inaktiviert die 60S-Untereinheiten der Ribosomen durch Hydrolyse der N-glykosidischen Bindung an einem Adenin in der 28S-rRNA. Nach Endozytose wird das Shiga-like-Toxins durch die Protease Furin in zwei Fragmente gespalten, A1 und A2. A1 besitzt eine Enzymaktivität, während A2 die Bindung an die Untereinheit B vermittelt. Die Untereinheit B bindet an das Glykolipid Globotriaosylceramid (CD77) in den Mikrovilli des Darms.